# ويليام قالبرايث
ويليام قالبرايث هو منافس ألعاب قوى كندي، ولد في 24 يناير 1885، وتوفي في 12 أكتوبر 1937.

## وصلات خارجية
- ويليام قالبرايث على موقع أوليمبيديا (الإنجليزية)